# William Orpen

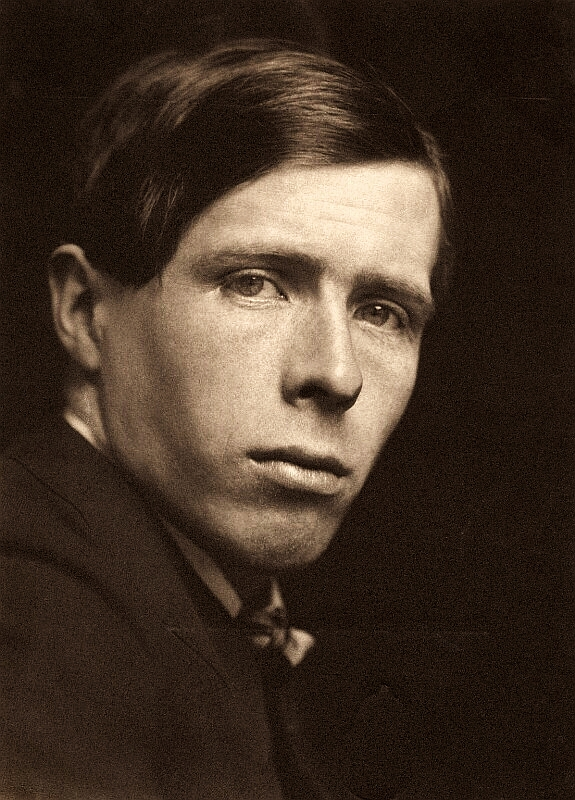
William Orpen, fotografiert von George Charles Beresford, 1903

Sir William Newenham Montague Orpen, KBE, RA (* 27. November 1878 in Stillorgan im heutigen County Dún Laoghaire-Rathdown, Irland; † 29. September 1931 in London) war ein britischer Maler aus Irland. Er war ein Hauptvertreter des Post-Impressionismus in Großbritannien. Neben Landschaften und zahlreichen Porträts nahm der Künstler am War-Artist-Projekt der Regierung teil und fertigte direkt an der Westfront eine Vielzahl von Kriegsbildern.

## Leben
William Orpen war der Sohn eines Rechtsanwaltes und stammte aus einer protestantischen Familie. Sein künstlerisches Talent wurde schon frühzeitig erkannt und bereits im Alter von elf Jahren besuchte er die Kunsthochschule Metropolitan School of Art in Dublin. Mit 17 Jahren wechselte er nach London, wo er bei Henry Tonks an der Slade School of Fine Art studierte. Hier gehörte Augustus John zu seinen Mitschülern.
Erste Anerkennung erhielt er 1899, als er für sein allegorisches Werk The Play Scene from Hamlet den Preis für Summer composition erhielt. Hierin fasste Orpen die Erfahrungen seiner Lehrzeit zusammen und zeigte verschiedenste stilistische Anleihen. Direkt im Anschluss an die Slade School stellte er Arbeiten im New English Art Club aus. Sein Frühwerk The Mirror erinnert in seiner detailreichen Genauigkeit an Werke von Gerard ter Borch und Gabriel Metsu. Das aus der gleichen Zeit stammende Porträt Augustus John ist hingegen deutlich geprägt von James McNeill Whistler und Orpens Vorbild Édouard Manet. William Orpen heiratete 1901 Grace Newstub. Aus der Ehe gingen drei Töchter hervor.

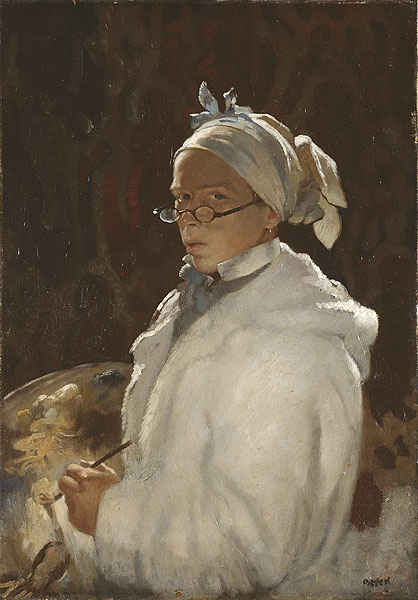
Selbstporträt
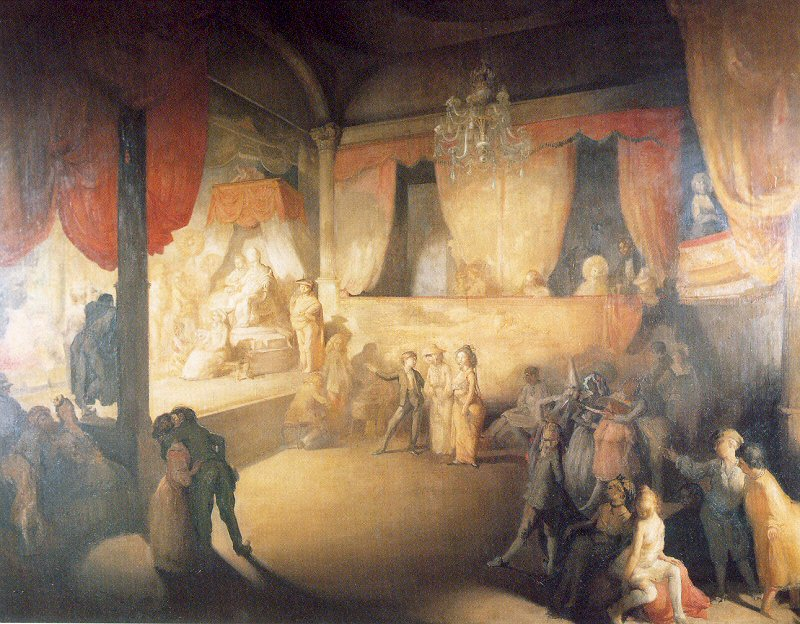
Play Scene from Hamlet
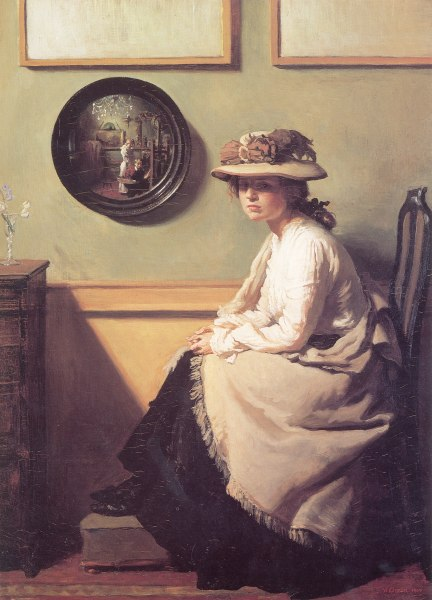
The Mirror
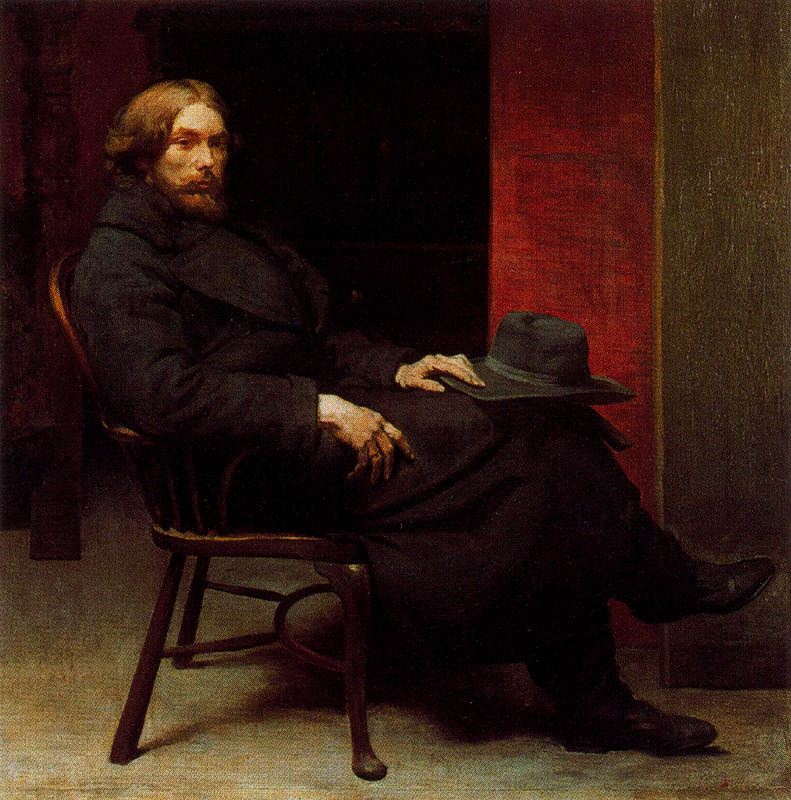
Augustus John
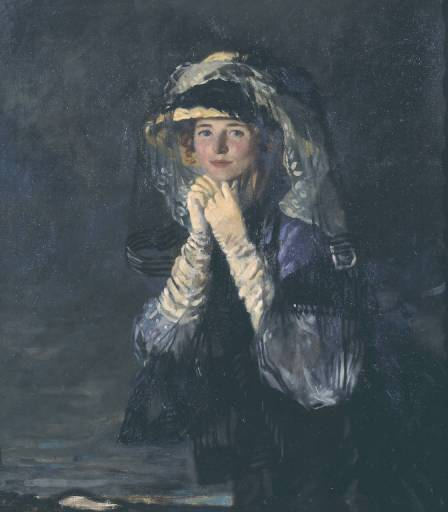
Lady Orpen

1902 eröffnete er zusammen mit Augustus John in Chelsea ein Lehratelier und unterrichtete darüber hinaus bis 1914 an der Metropolitan School of Art in Dublin. Durch Empfehlungen John Singer Sargents entwickelte er sich zu einem der gefragtesten Porträtmaler seiner Zeit. Hierfür ist das Porträt Mrs. St. George ein gutes Beispiel. Gleichzeitig entstanden typisch impressionistische Motive wie Midday on the Beach. Während seiner zahlreichen Aufenthalte in Irland entstanden archetypische Gestalten wie The Man from Aran. Als sein Beitrag zur kulturellen Wiedergeburt seiner irischen Heimat (Irische Renaissance) kann auch des Gemäldes Hommage to Manet gesehen werden. In diesem Bild versammelte Orpen unter Manets Porträt Eva Gonzalès den Kunstsammler Hugh Lane, in dessen Besitz sich das Gemälde befand, sowie die Künstler George Moore, Walter Sickert, Henry Tonks, Wilson Steer und Dugald Sutherland MacColl. Auf die nachfolgende irische Künstlergeneration, wie beispielsweise Seán Keating, übte Orpen großen Einfluss aus. Die nationalistische Erhebung gegen die englische Herrschaft während des Osteraufstandes 1916 betrachtete Orpen jedoch als Landesverrat und betrat seine irische Heimat danach nie wieder.

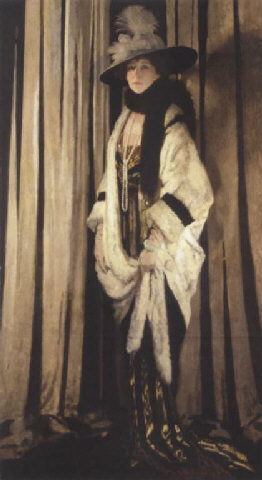
Porträt Mrs. St. George
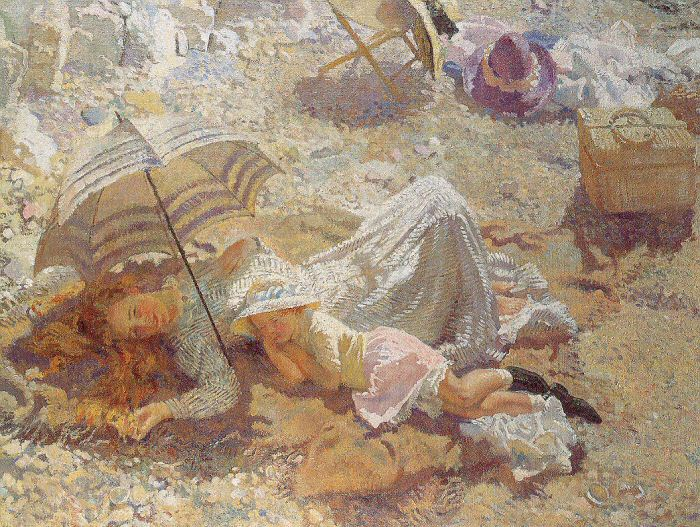
Midday on the Beach
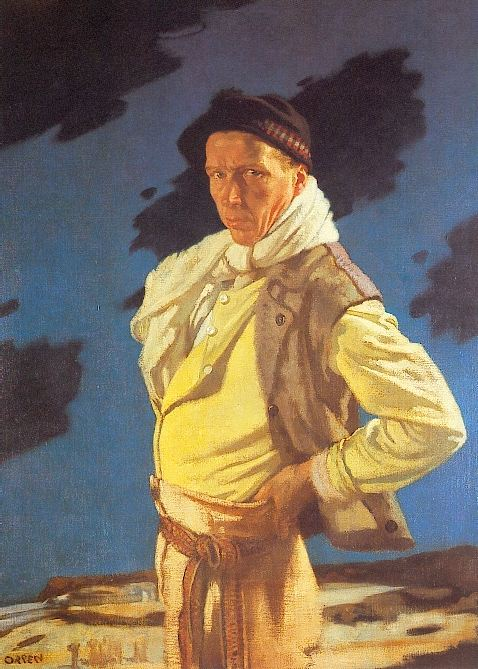
The Man from Aran
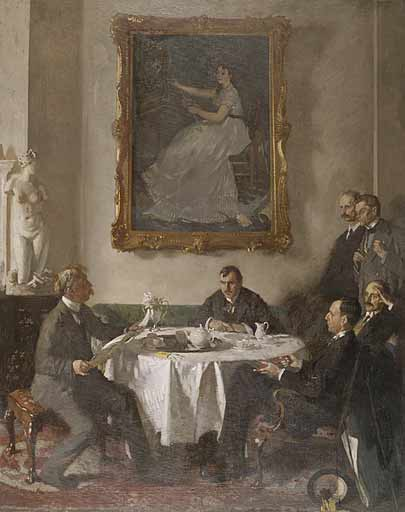
Hommage to Manet

Orpen stellte zu Beginn des Ersten Weltkrieges seine Lehrtätigkeit ein. Ein Zeugnis seiner Gesinnung dieser Zeit ist die 1914 entstandenen Karikatur Kaiser Wilhelm as the Devil (Kaiser Wilhelm II. als der Teufel). Zur Unterstützung des Britischen Roten Kreuzes verkaufte er leere Leinwände, auf denen später die Porträts der Käufer entstehen sollten. Über Sir John Cowans, den Generalquartiermeisters der britischen Armee, nahm er direkten Kontakt zur Armee auf. Im Army Service Corps war er zunächst mit Büroarbeiten in den Kensington Barracks betraut, bis er 1916 zusammen mit anderen Künstlern wie etwa Paul Nash, Muirhead Bone und Wyndham Lewis zum War-Artist-Projekt des Kriegspropagandabüros eingezogen wurde. Zunächst entstanden in dieser Zeit zahlreiche Porträts von Kriegsteilnehmern, bevor er 1917 direkt nach Frankreich an die Westfront gelangte. In dieser Zeit an der Front entstanden Bilder wie A Grenadier Guardsmen, Lieut A. P. F. Rhys Davids, DSO, MC (1897–1917), Dead Germans in a Trench und A Tank. Ein Großteil der Kriegsbilder befindet sich heute im Imperial War Museums in London. Nach dem Krieg veröffentlichte Orpen seine Kriegserinnerungen in einem Buch unter dem Originaltitel An Onlooker in France.

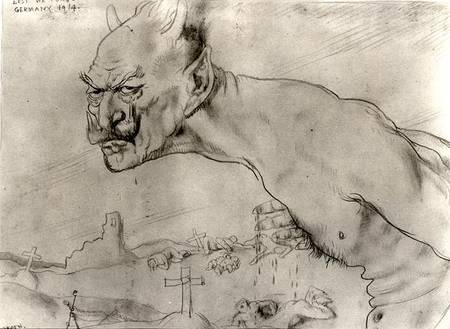
Kaiser Wilhelm as the Devil
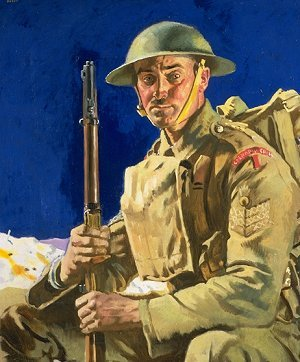
A Grenadier Guardsmen
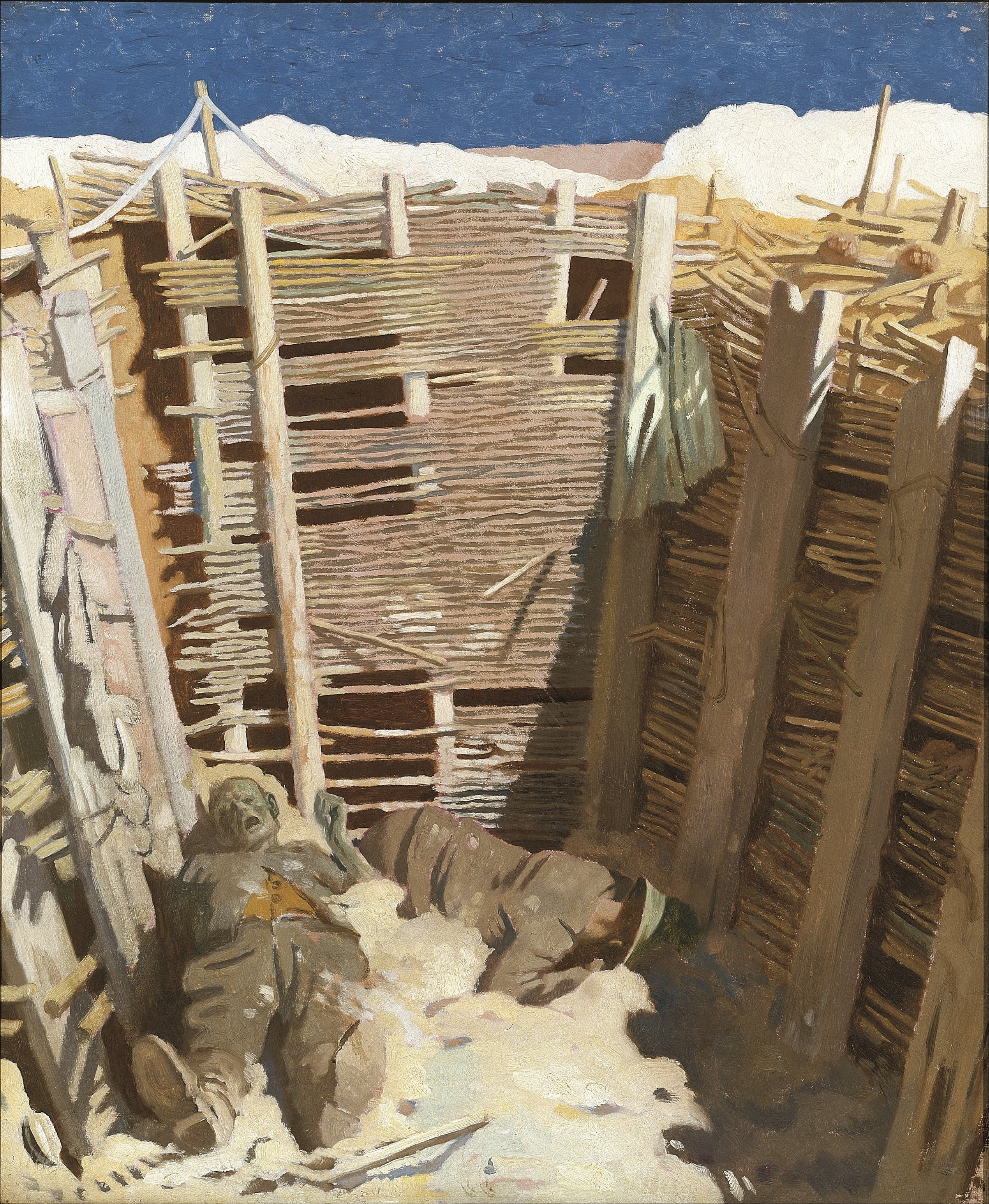
Dead Germans in a Trench
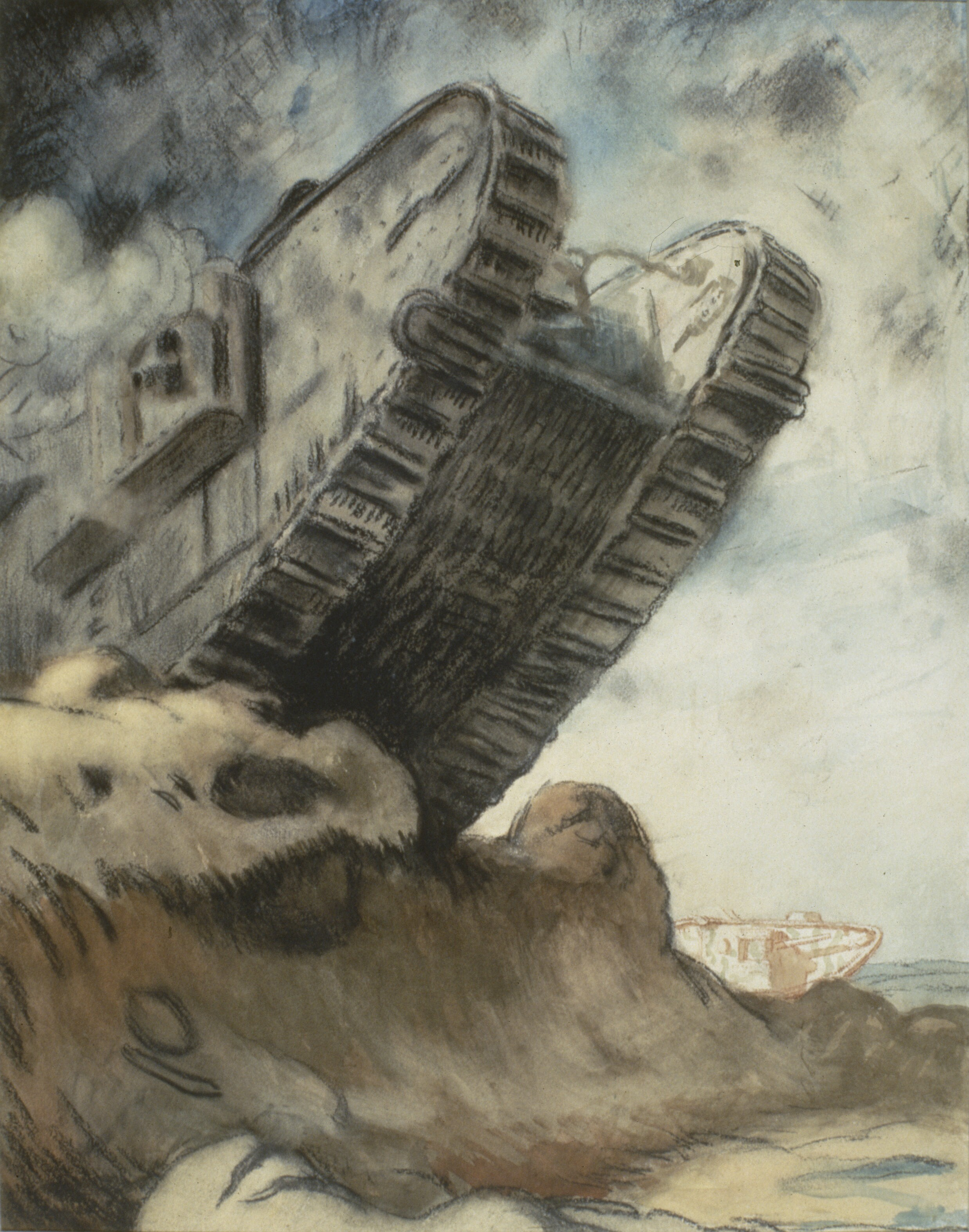
A Tank

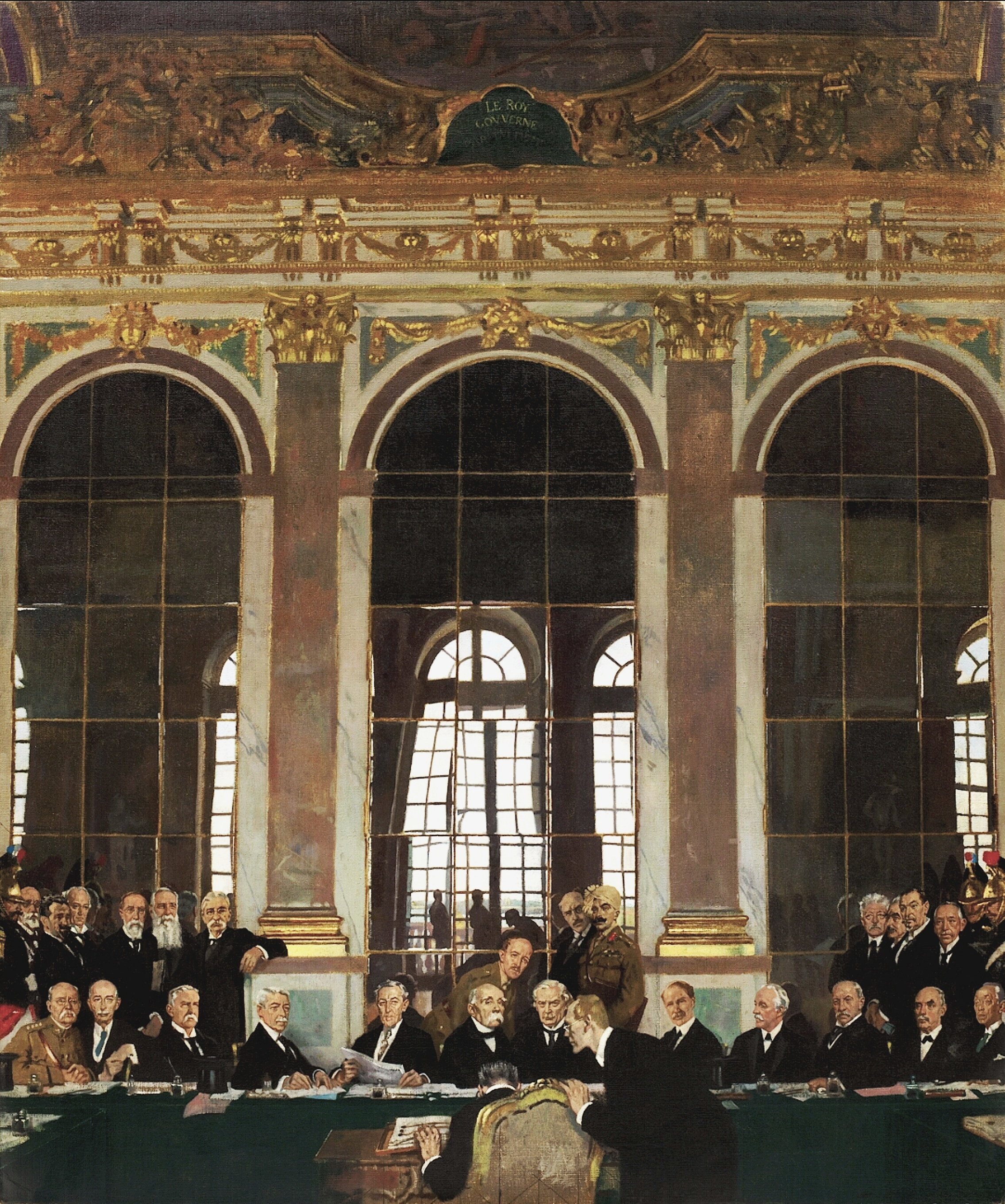
The Signing of Peace in the Hall of Mirrors, Versailles

Wegen des Erfolgs seiner Kriegsbilder wurde William Orpen 1918 als Knight Commander in den Order of the British Empire aufgenommen. Im Folgejahr nahm ihn die Londoner Royal Academy of Arts als Mitglied auf. Im Gegenzug übergab er 1921 das Porträt Le Chef de l’Hôtel Chatham als sein Diploma Work an die Royal Academy. Die britische Regierung ernannte ihm zudem zum offiziellen Porträtkünstler während der Pariser Friedenskonferenz 1919. Während der Friedensvertragsunterzeichnung in Versailles entstand eines seiner bekanntesten Gemälde, The Signing of Peace in the Hall of Mirrors, Versailles (Die Unterzeichnung des Friedensvertrages im Spiegelsaal von Versailles).
Bei der Ausstellung seines Gemäldes To the Unknown British Soldier in France in der Royal Academy of Art löste er 1923 einen Skandal aus. Das Bild zeigte einen mit einer britischen Flagge bedeckten Sarg im Schloss von Versailles, flankiert von zwei halbbekleideten Soldaten. Nach heftigen Angriffen durch die Presse akzeptierte das Imperial War Museum das Gemälde erst, nachdem Orpen die beiden Soldaten übermalt hatte.
In seinem Spätwerk schuf Orpen zahlreiche Porträts von bedeutenden Persönlichkeiten seiner Zeit. Hierzu zählen der britische Premierminister David Lloyd George und Winston Churchill genauso wie der amerikanische Präsident Woodrow Wilson oder der Kunstsammler Robert Sterling Clark. Als William Orpen 1931 im Alter von 52 Jahren starb, hatte er mehr als 600 Porträts geschaffen. Seit 1929 war er auswärtiges Ehrenmitglied der American Academy of Arts and Letters.

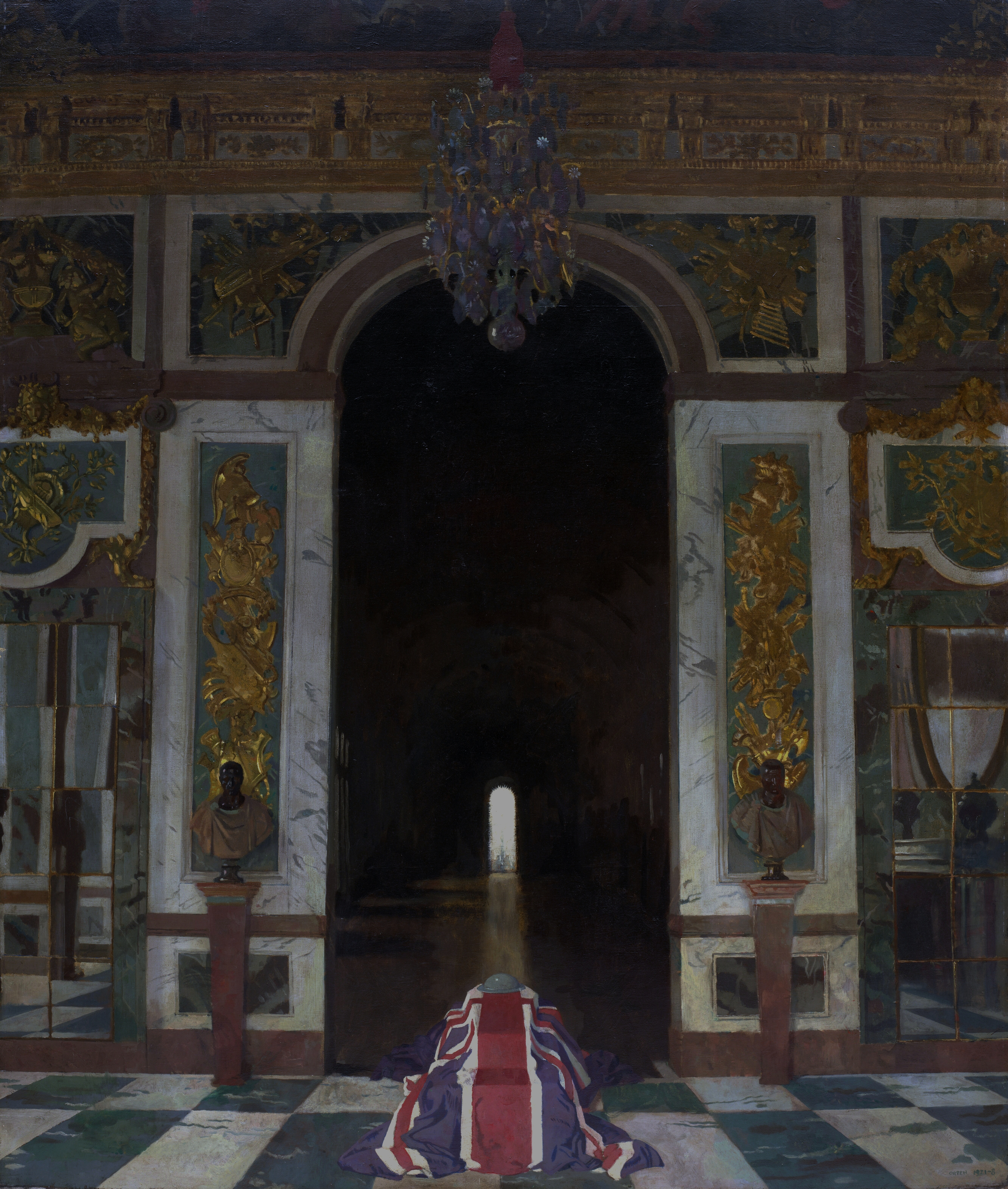
To the Unknown British Soldier in France
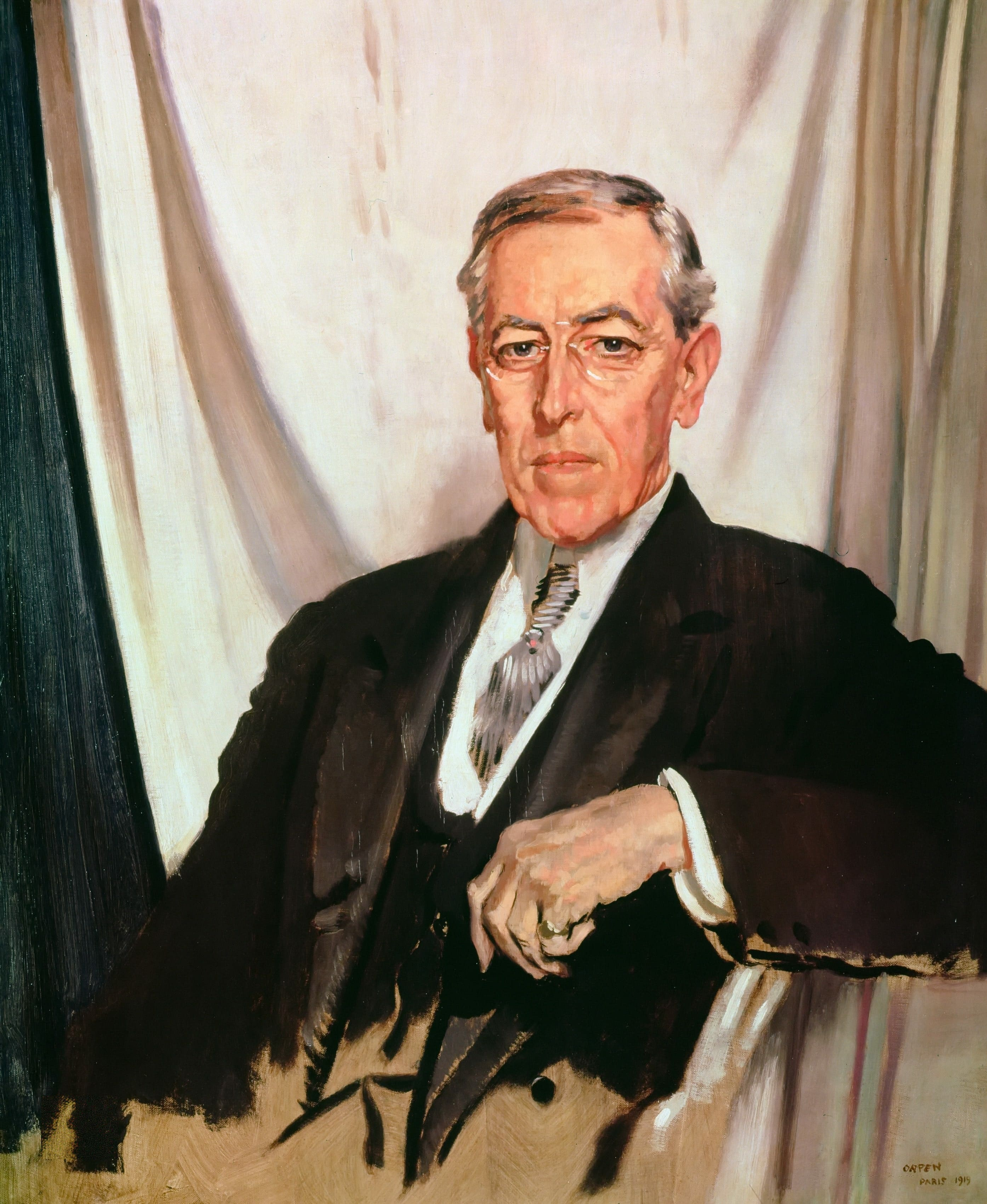
Woodrow Wilson
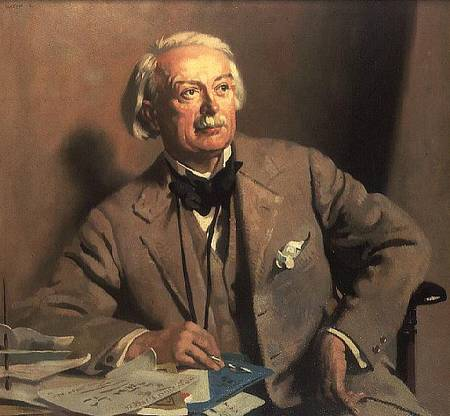
David Lloyd George
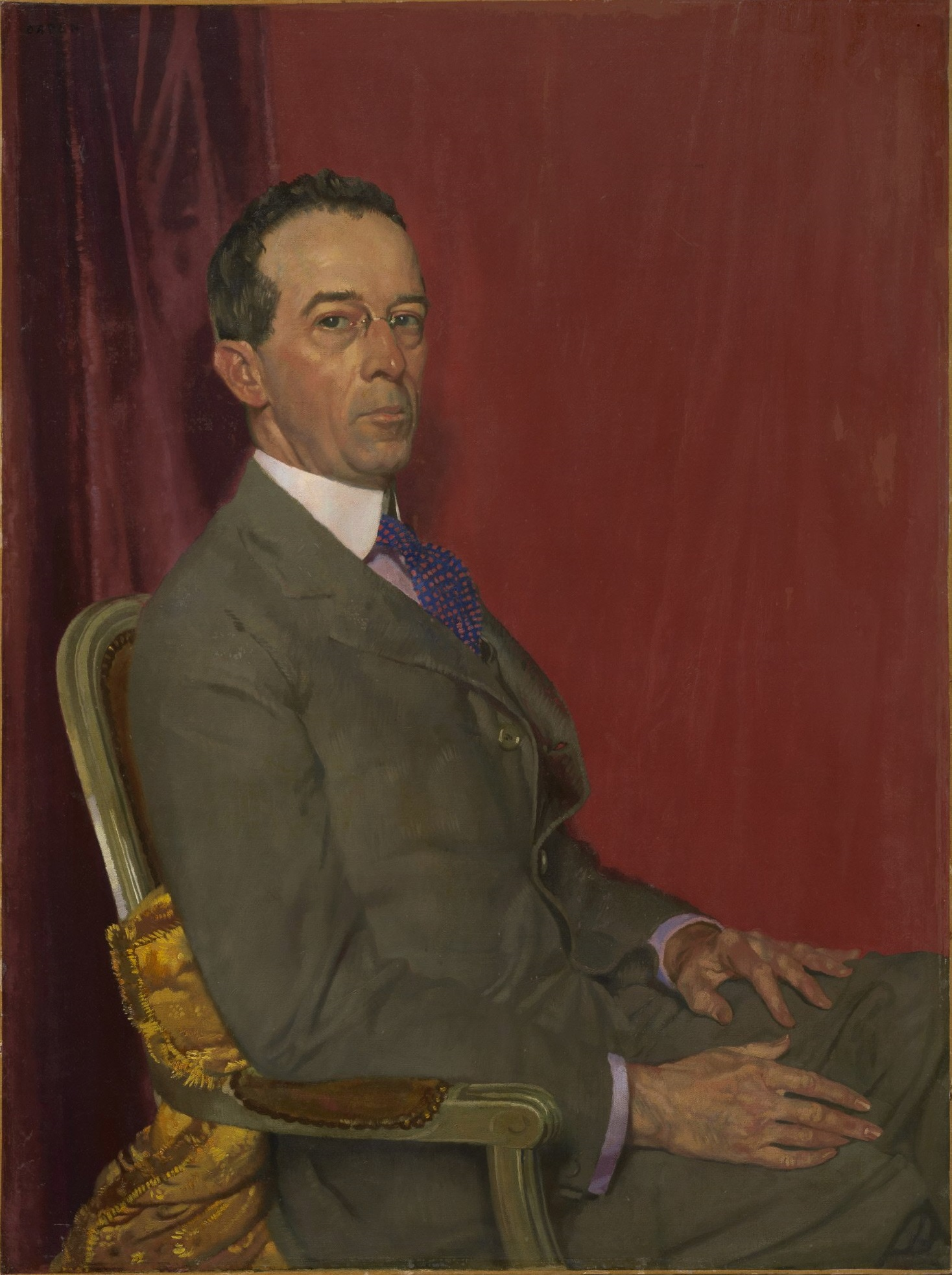
Robert Sterling Clark

## Werke
- An Onlooker in France 1917–1919. Williams & Norgate, London, 1924.
- Stories of Old Ireland & myself. Williams & Norgate, London, 1924.